# Campeonato Mundial de Atletismo Sub-20 de 2016 - Salto com vara masculino
A prova do salto com vara masculino do Campeonato Mundial de Atletismo Sub-20 de 2016 ocorreu entre os dias 21 e 23 de julho em Bydgoszcz, na Polônia. 

## Recordes
Antes desta competição, os recordes mundiais e do campeonato nesta prova eram os seguintes:
|     | Nome                             | Nacionalidade              | Altura | Local            | Data                                    |
| --- | -------------------------------- | -------------------------- | ------ | ---------------- | --------------------------------------- |
| WJR | Maksim Tarasov Raphael Holzdeppe | União Soviética · Alemanha | 5.80 m | Briansk Biberach | 14 de julho de 1989 28 de junho de 2008 |
| CR  | Germán Chiaraviglio              | Argentina                  | 5.71 m | Pequim           | 19 de agosto de 2006                    |
| WJL | Kurtis Marschall                 | Austrália                  | 5.70 m | Mannheim         | 26 de junho de 2016                     |

## Medalhistas
| Ouro              | Prata                  | Bronze                 |
| Deakin Volz (USA) | Kurtis Marschall (AUS) | Armand Duplantis (SWE) |

## Cronograma
Todos os horários são locais (UTC+1).
| Data        | Hora  | Evento       |
| ----------- | ----- | ------------ |
| 21 de julho | 09:45 | Qualificação |
| 23 de julho | 17:10 | Final        |

## Resultados

### Qualificação
Qualificação: 5,35 m (Q) ou pelo menos melhor 12 qualificado (q) 
| Posição | Grupo | Atleta                     | Nacionalidade  | 4.80 | 4.95 | 5.10 | 5.20 | 5.30 | Resultados | Notas |
| ------- | ----- | -------------------------- | -------------- | ---- | ---- | ---- | ---- | ---- | ---------- | ----- |
| 1       | A     | Kurtis Marschall           | Austrália      | –    | –    | o    | –    | o    | 5.30       | q     |
| 2       | A     | Muntadher Falih Abdulwahid | Iraque         | –    | –    | o    | o    | –    | 5.20       | q     |
| 2       | A     | Adam Hague                 | Grã-Bretanha   | –    | –    | o    | o    | –    | 5.20       | q     |
| 2       | B     | Armand Duplantis           | Suécia         | –    | –    | o    | o    | –    | 5.20       | q     |
| 2       | B     | Christopher Nilsen         | Estados Unidos | –    | o    | o    | o    | –    | 5.20       | q     |
| 6       | A     | Vladyslav Malykhin         | Ucrânia        | –    | xo   | o    | o    | –    | 5.20       | q     |
| 6       | A     | Koen van der Wijst         | Países Baixos  | o    | xo   | o    | o    | –    | 5.20       | q     |
| 8       | B     | Masaki Ejima               | Japão          | –    | o    | xxo  | o    | –    | 5.20       | q     |
| 9       | A     | Matteo Cristoforo Capello  | Itália         | –    | o    | o    | xo   | –    | 5.20       | q     |
| 10      | A     | Deakin Volz                | Estados Unidos | –    | o    | xo   | xo   | –    | 5.20       | q     |
| 10      | B     | Tommi Holttinen            | Finlândia      | –    | –    | xo   | xo   | –    | 5.20       | q     |
| 12      | A     | Urho Kujanpää              | Finlândia      | –    | xxo  | o    | xo   | –    | 5.20       | q     |
| 12      | B     | Sander Moldau              | Estónia        | xo   | o    | xo   | xo   | –    | 5.20       | q,    |
| 14      | B     | Emmanouil Karalis          | Grécia         | –    | –    | o    | xxo  | –    | 5.20       | q     |
| 15      | A     | Nikolaos Nerantzis         | Grécia         | –    | o    | o    | xxx  |      | 5.10       |       |
| 15      | B     | Hussain Asim Al-Hizam      | Arábia Saudita | –    | o    | o    | xxx  |      | 5.10       |       |
| 15      | B     | Angus Armstrong            | Austrália      | –    | –    | o    | xxx  |      | 5.10       |       |
| 16      | A     | Robin Nool                 | Estónia        | xo   | o    | o    | xxx  |      | 5.10       |       |
| 16      | B     | Charlie Myers              | Grã-Bretanha   | –    | xo   | o    | xxx  |      | 5.10       |       |
| 18      | A     | Keisuke Okubo              | Japão          | xxo  | xxo  | xo   | xxx  |      | 5.10       |       |
| 19      | A     | Pierre Cottin              | França         | –    | o    | –    | xxx  |      | 4.95       |       |
| 19      | B     | Patsapong Amsam-Ang        | Tailândia      | o    | o    | –    | xxx  |      | 4.95       |       |
| 21      | B     | Danijel Buhin              | Croácia        | o    | xxo  | –    | xxx  |      | 4.95       |       |
| 22      | A     | Tristan Slater             | Canadá         | xo   | xxx  |      |      |      | 4.80       |       |
| 22      | B     | Ali Moshin Alateej         | Iraque         | xo   | xxx  |      |      |      | 4.80       |       |
| 22      | B     | Gauvain Guillon-Romarin    | França         | xo   | xxx  |      |      |      | 4.80       |       |
| 25      | A     | Matěj Ščerba               | Chéquia        | xxx  |      |      |      |      | NM         |       |
| 25      | B     | Francesco Lama             | Itália         | xxx  |      |      |      |      | NM         |       |

### Final
A prova final foi realizada no dia 23 de julho às 17:10. 
| Posição           | Atleta                     | Nacionalidade  | 5.00 | 5.10 | 5.20 | 5.30 | 5.35 | 5.40 | 5.45 | 5.50 | 5.55 | 5.60 | 5.65 | Resultados | Notas           |
| ----------------- | -------------------------- | -------------- | ---- | ---- | ---- | ---- | ---- | ---- | ---- | ---- | ---- | ---- | ---- | ---------- | --------------- |
| Medalha de ouro   | Deakin Volz                | Estados Unidos | o    | xo   | –    | o    | –    | o    | –    | xo   | x–   | xo   | o    | 5.65       |                 |
| Medalha de prata  | Kurtis Marschall           | Austrália      | –    | o    | –    | xo   | –    | –    | o    | –    | o    | xxx  |      | 5.55       |                 |
| Medalha de bronze | Armand Duplantis           | Suécia         | –    | –    | o    | –    | o    | –    | xxo  | xx–  | x    |      |      | 5.45       |                 |
| 4                 | Emmanouil Karalis          | Grécia         | –    | o    | –    | xxo  | –    | o    | –    | xx–  | x    |      |      | 5.40       |                 |
| 5                 | Adam Hague                 | Grã-Bretanha   | –    | o    | xo   | o    | o    | xo   | xxx  |      |      |      |      | 5.40       |                 |
| 6                 | Masaki Ejima               | Japão          | xxo  | xo   | xo   | xo   | o    | –    | xx–  | x    |      |      |      | 5.35       |                 |
| 7                 | Christopher Nilsen         | Estados Unidos | –    | xo   | o    | –    | xo   | –    | xxx  |      |      |      |      | 5.35       |                 |
| 8                 | Muntadher Falih Abdulwahid | Iraque         | –    | o    | –    | o    | –    | xx–  | x    |      |      |      |      | 5.30       |                 |
| 8                 | Vladyslav Malykhin         | Ucrânia        | –    | o    | –    | o    | –    | xxx  |      |      |      |      |      | 5.30       |                 |
| 10                | Matteo Cristoforo Capello  | Itália         | o    | –    | xo   | o    | –    | xxx  |      |      |      |      |      | 5.30       | Recorde pessoal |
| 11                | Tommi Holttinen            | Finlândia      | o    | –    | xo   | xo   | –    | xxx  |      |      |      |      |      | 5.30       | Recorde pessoal |
| 12                | Sander Moldau              | Estónia        | o    | o    | o    | xxx  |      |      |      |      |      |      |      | 5.20       | Recorde pessoal |
| 13                | Koen van der Wijst         | Países Baixos  | o    | xxo  | xo   | xxx  |      |      |      |      |      |      |      | 5.20       |                 |
| 14                | Urho Kujanpää              | Finlândia      | xo   | xxx  |      |      |      |      |      |      |      |      |      | 5.00       |                 |

Legenda
| Recorde mundial       | Recorde mundial (World record)               |                       | Recorde africano                      | Recorde africano (African) |                                           | Q | Classificado por posição (Qualified) |
| Recorde do campeonato | Recorde do campeonato (Championship record)  | Recorde da América    | Recorde da América (Americas)         | q                          | Classificado por melhor tempo (Qualified) |   |                                      |
| Melhor marca do ano   | Melhor marca do ano (World leading)          | Recorde asiático      | Recorde asiático (Asian)              | DNS                        | Não largou (Did not start)                |   |                                      |
| Recorde nacional      | Recorde nacional (National record)           | Recorde europeu       | Recorde europeu (European)            | DNF                        | Não terminou (Did not finish)             |   |                                      |
| Recorde pessoal       | Recorde pessoal do atleta (Personal best)    | Recorde da Oceania    | Recorde da Oceania (Oceania)          | DSQ / DQ                   | Desclassificado (Disqualified)            |   |                                      |
| Recorde da temporada  | Recorde da temporada do atleta (Season best) | Recorde sul-americano | Recorde sul-americano (South America) | NM                         | Sem marca (No mark)                       |   |                                      |